# 細木康太郎
細木 康太郎（ほそき こうたろう、2000年1月28日 - ）は、ジャパンラグビーリーグワン東京サントリーサンゴリアスに所属するラグビーユニオン選手。

## プロフィール
- 新潟県出身[1]。
- ポジションはプロップ(PR)、フッカー(HO)。
- 身長 178 cm、体重 115 kg

## 略歴
中学1年生からラグビーを始めた。
2018年、桐蔭学園高校卒業後、帝京大学に入学。なお桐蔭学園高校時代、高校日本代表に選ばれたことがある。
2021年、帝京大学ラグビー部の主将に就任 して、帝京大学4年ぶりの大学選手権優勝に貢献。
2022年、東京サントリーサンゴリアスに加入。
2023年3月26日に行われたJAPAN RUGBY LEAGUE ONE第13節グリーンロケッツ東葛戦にて途中出場でリーグワン公式戦初出場を果たした